# I Need a Doctor
I Need a Doctor – drugi oficjalny singel amerykańskiego rapera Dr. Dre pochodzący z trzeciego i jednocześnie ostatniego albumu, Detox. Gościnnie występuje raper Eminem i piosenkarka Skylar Grey. Do utworu powstał teledysk. Utwór został wyprodukowany przez brytyjskiego producenta, Alex da Kid, który wyprodukował także hit Love the Way You Lie, Eminema. 

## Sprzedaż
Singiel zadebiutował na 5. miejscu notowania Billboard Hot 100 ze sprzedażą 226 000 egzemplarzy. Następnie uplasował się na 4. miejscu tego samego notowania, ze sprzedażą 283 000 egzemplarzy.

## Teledysk
Teledysk zaczyna się półtora minutowym wstępem przedstawiającym przemyślenia i złe wspomnienia z przeszłości Dr Dre. Jeździ po wybrzeżu swoim Ferrari i ulega wypadkowi. Zostaje odwieziony do kliniki i odwiedza go Eminem, od tego momentu zaczyna się piosenka. Dr. Dre z czasem dochodzi do siebie, zaczyna ćwiczyć na siłowni. Pod koniec teledysku, Dre pochyla się nad grobem swojego przyjaciela, Eazy-E.

## Notowania
| Notowanie (2011)                   | Najwyższa pozycja |
| ---------------------------------- | ----------------- |
| Australia (ARIA Charts)            | 43                |
| Kanada Canadian Hot 100            | 8                 |
| Dania (Track Top-40)               | 40                |
| Francja (SNEP)                     | 52                |
| Szwajcaria (Media Control Charts)  | 40                |
| Wielka Brytania (UK Singles Chart) | 21                |
| U.S. Billboard Hot 100             | 4                 |